# Jan Błachowicz
 (février 2021).
La mise en forme du texte ne suit pas les recommandations de Wikipédia : il faut le « wikifier ».
Les points d'amélioration suivants sont les cas les plus fréquents. Le détail des points à revoir est peut-être précisé sur la page de discussion.
- Les titres sont pré-formatés par le logiciel. Ils ne sont ni en capitales, ni en gras.
- Le texte ne doit pas être écrit en capitales (les noms de famille non plus), ni en gras, ni en italique, ni en « petit »…
- Le gras n'est utilisé que pour surligner le titre de l'article dans l'introduction, une seule fois.
- L'italique est rarement utilisé : mots en langue étrangère, titres d'œuvres, noms de bateaux, etc.
- Les citations ne sont pas en italique mais en corps de texte normal. Elles sont entourées par des guillemets français : « et ».
- Les listes à puces sont à éviter, des paragraphes rédigés étant largement préférés. Les tableaux sont à réserver à la présentation de données structurées (résultats, etc.).
- Les appels de note de bas de page (petits chiffres en exposant, introduits par l'outil «  Source ») sont à placer entre la fin de phrase et le point final[comme ça].
- Les liens internes (vers d'autres articles de Wikipédia) sont à choisir avec parcimonie. Créez des liens vers des articles approfondissant le sujet. Les termes génériques sans rapport avec le sujet sont à éviter, ainsi que les répétitions de liens vers un même terme.
- Les liens externes sont à placer uniquement dans une section « Liens externes », à la fin de l'article. Ces liens sont à choisir avec parcimonie suivant les règles définies. Si un lien sert de source à l'article, son insertion dans le texte est à faire par les notes de bas de page.
- La présentation des références doit suivre les conventions bibliographiques. Il est recommandé d'utiliser les modèles {{Ouvrage}}, {{Chapitre}}, {{Article}}, {{Lien web}} et/ou {{Bibliographie}}. Le mode d'édition visuel peut mettre en forme automatiquement les références.
- Insérer une infobox (cadre d'informations à droite) n'est pas obligatoire pour parachever la mise en page.

Pour une aide détaillée, merci de consulter Aide:Wikification.
Si vous pensez que ces points ont été résolus, vous pouvez retirer ce bandeau et améliorer la mise en forme d'un autre article.
Jan Maciej Błachowicz (en polonais : [ˈjan bwaˈxɔvitʂ]), né le 24 février 1983 à Cieszyn (Pologne), est un combattant professionnel polonais d'arts martiaux mixtes. Il concourt actuellement dans la division Light Heavyweight pour l'Ultimate Fighting Championship (UFC).
Professionnel depuis 2007, il a également concouru pour KSW et est l'ancien champion KSW Light Heavyweight. Il est le deuxième champion de l'histoire de l'UFC originaire de Pologne, après Joanna Jędrzejczyk et le premier Polonais champion chez les hommes. Depuis le 25 janvier 2021, il occupe la 8e place du classement toutes catégories de l'UFC.
Ayant grandi à Cieszyn, Błachowicz a commencé à s'entraîner aux arts martiaux - initialement le judo à l'âge de neuf ans, en raison de l'influence des films d'action.

## Parcours professionnel

### KSW
Błachowicz est entré dans l'organisation KSW en moins de 95 kg (209 lb) lors du Tournoi KSW 9. En battant trois adversaires en une nuit, Błachowicz a pu remporter la couronne du tournoi. Son premier adversaire était Martin Zawada, qu'il a vaincu par décision unanime. Błachowicz a réussi à vaincre ses deux adversaires suivants par clé de bras, notamment Antoni Chmielewski.
Błachowicz a ensuite battu Christian M'Pumbu quatre mois plus tard grâce à une clé de bras, avant de battre Maro Perak, invaincu auparavant, en décembre 2008.
Cherchant à élargir ses horizons après une année 2008 très réussie, Błachowicz a accepté l'invitation de Tomasz Drwal et l'a rejoint au Throwdown Training Center de San Diego pendant quelques mois. Il a accepté de se battre temporairement à Heavyweight, contre Lloyd Marshbanks sous la bannière War Gods, mais l'événement a été annulé. Malgré une grave blessure au genou en juillet, Błachowicz a poursuivi son entraînement, acceptant de se battre «quelque part au Mexique». Environ trois semaines plus tard, son genou a soudainement sauté à l'entraînement lors d'un retrait. Le ligament croisé antérieur de son genou droit a été détruit, rendant inévitable une reconstruction du genou après son retour en Pologne.

### Retour au MMA
Błachowicz prévoyait son retour en mars contre Aleksandar Radosavljevic au WFC 10, mais a décidé de se retirer et a été remplacé par un autre membre du KSW TEAM Antoni Chmielewski. Après être finalement revenu d'une blessure au genou et d'une mise à pied de 17 mois, Błachowicz est entré dans le deuxième tournoi KSW moins de 95 kg. Błachowicz a dû affronter deux adversaires dans la même nuit. Son premier adversaire était le Brésilien invaincu Julio Brutus. Błachowicz a réussi à éliminer Brutus avec une combinaison de crochet droit et de high kick au premier round, après 3 minutes 40. En demi-finale, Błachowicz a soumis son partenaire d'entraînement Wojciech Orłowski avec un étranglement arrière après seulement 1:37.
Entre-temps, Błachowicz s'est battu quelques jours plus tard contre Nikolai Onikienko et l'a soumis au deuxième round.
Il a ensuite affronté Daniel Tabera en finale du tournoi KSW XIV, gagnant via TKO au deuxième round et redevenant le champion du tournoi KSW Light Heavyweight. Błachowicz a ensuite affronté Rameau Thierry Sokoudjou pour le championnat KSW Light Heavyweight vacant à KSW XV. Il a perdu le combat via TKO, étant incapable de reprendre au troisième round à cause de sa jambe blessée.
Błachowicz a eu une revanche avec Sokoudjou à KSW XVII. Il a remporté le combat par décision unanime de devenir le nouveau champion KSW Light Heavyweight. Ses trois suivants combats en KSW ont été contre Mario Miranda, Houston Alexander et Goran Reljic, et les trois qu'il a gagnés par décision unanime.

### Ultimate Fighting Championship

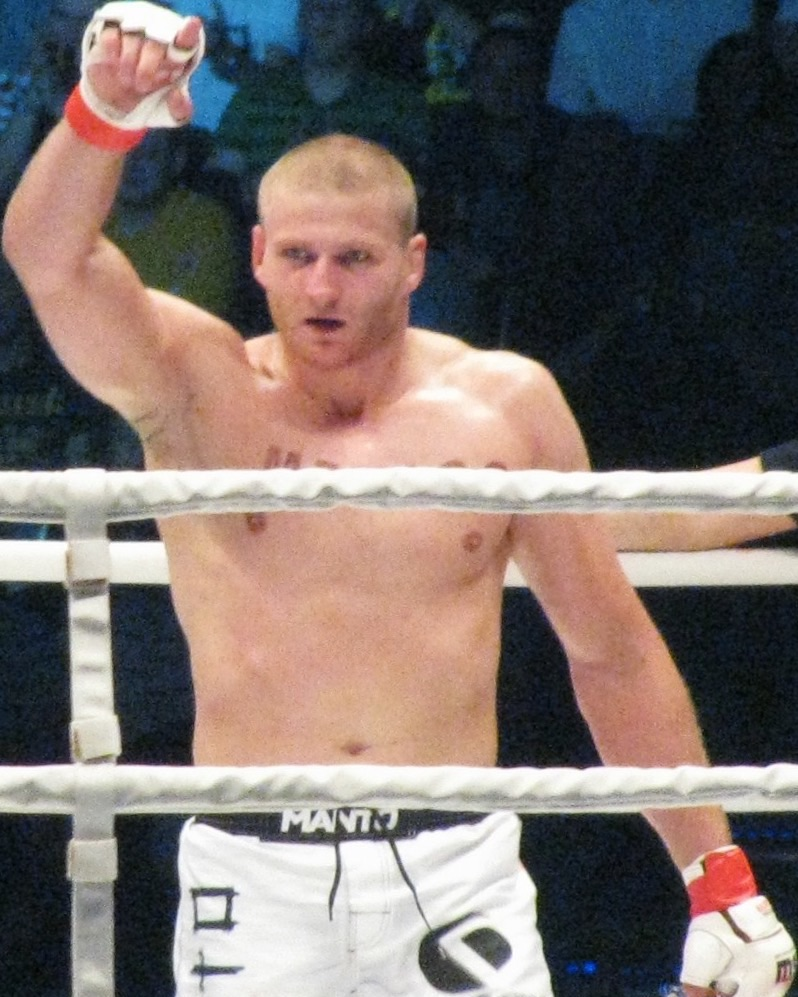
Jan Błachowicz sur le ring célébrant la victoire avec sa main droite en l'air.

En janvier 2014, après avoir réalisé un record de 17–3 sur la scène européenne, Błachowicz a signé un contrat pour combattre dans la division des poids lourds légers de l'UFC.
Lors de ses débuts à l'UFC, Błachowicz a affronté Ilir Latifi le 4 octobre 2014 à l'UFC Fight Night 53. Il a remporté le combat via TKO au premier round.
Błachowicz a affronté Jimi Manuwa le 11 avril 2015 à l'UFC Fight Night 64. Błachowicz a perdu le combat par décision unanime.
Błachowicz devait affronter Anthony Johnson le 5 septembre 2015, à l'UFC 191. Cependant, Johnson a été retiré du combat le 30 juillet en faveur d'un combat avec Jimi Manuwa lors de l'événement. À son tour, Błachowicz a plutôt affronté Corey Anderson sur la même carte. Il a perdu le combat par décision unanime (30–25, 30–25 et 29–26).
Błachowicz a ensuite affronté Igor Pokrajac le 10 avril 2016, à l'UFC Fight Night 86. Il a remporté le combat par décision unanime.
Błachowicz a affronté Alexander Gustafsson le 3 septembre 2016 à l' UFC Fight Night 93. Il a perdu le combat par décision unanime.
Błachowicz devait affronter Ovince Saint Preux le 4 février 2017 à l'UFC Fight Night 104. Cependant, il s'est retiré le 21 janvier en raison d'une blessure et a été remplacé par le nouveau venu dans l'organisation, Volkan Oezdemir.
Un combat a rapidement été replanifié, et Błachowicz a affronté Patrick Cummins le 8 avril 2017, à l'UFC 210. Après un premier tour consistant où il a secoué Cummins à plusieurs reprises, Błachowicz s'est rapidement heurté à la lutte de Cummins et à son propre manque d'endurance aux deuxième et troisième tours. Il a perdu le combat par décision majoritaire.
Błachowicz a affronté Devin Clark le 21 octobre 2017 à l' UFC Fight Night: Cerrone vs. Till. Il a remporté le combat par soumission avec un étranglement arrière au deuxième round. Cette victoire lui a valu le prix Performance of the Night.
Błachowicz a affronté Jared Cannonier le 16 décembre 2017 à l'UFC son Fox 26. Il a remporté le combat par décision unanime.
Błachowicz a affronté Jimi Manuwa lors d'un match revanche le 17 mars 2018 à l' UFC Fight Night 127. Il a remporté le combat par décision unanime. Cette victoire lui a également valu son premier prix bonus Fight of the Night.
Błachowicz a affronté Nikita Krylov le 15 septembre 2018 à l'UFC Fight Night 136. Il a remporté le combat par soumission d'étranglement bras-tête au deuxième round. Cette victoire lui a valu le prix Performance of the Night.
Błachowicz a affronté Thiago Santos le 23 février 2019 à l'UFC Fight Night 145. Błachowicz a été compté au troisième round et a perdu par TKO, étant arrêté pour la première fois de sa carrière de MMA à cause du striking (boxe).
Błachowicz a affronté Luke Rockhold le 6 juillet 2019, à l'UFC 239. Il a remporté le combat par KO au deuxième round. Cette victoire lui a valu le prix Performance of the Night.
Błachowicz a ensuite affronté Ronaldo Souza le 16 novembre 2019 à l'UFC on ESPN+ 22. Il a gagné le combat par une décision partagée.
Błachowicz a affronté Corey Anderson le 15 février 2020 à l' UFC Fight Night 167 dans un match revanche de leur combat précédent. Błachowicz a remporté le combat par KO au premier round. Cette victoire lui a valu son quatrième prix bonus Performance of the Night.

#### Champion des poids mi-lourds de l'UFC
Błachowicz affronte Dominick Reyes pour le titre vacant le 27 septembre 2020 à l'UFC 253.
Il remporte le combat via TKO au deuxième round pour devenir le nouveau champion des poids mi-lourds de l'UFC.
Cette victoire lui offre aussi un bonus de performance de la soirée.
Błachowicz défend sa nouvelle ceinture contre Israel Adesanya le 6 mars 2021 à l'UFC 259, en s'imposant par décision unanime.
Błachowicz affronte Glover Teixeira pour sa deuxième défense de titre le 30 octobre 2021 à l'UFC 267. Il s'incline au deuxième round après une soumission par étranglement arrière.

## Vie privée
Błachowicz est un ami proche de l'ancien combattant de l'UFC Tomasz Drwal, ils s'entraînaient ensemble au Throwdown Training Center de San Diego lorsqu'il s'est blessé au genou en 2009. Il y a quelque temps, il a déménagé à Varsovie avec sa petite amie, changeant son club de longue date Octagon Rybnik en club de Paweł Nastula. Il s'entraîne également occasionnellement en Alliance MMA avec des noms tels que Alexander Gustafsson, Phil Davis, Joey Beltran et Dominick Cruz.
Blachowicz a confirmé la naissance de son fils le 15 décembre 2020.

## Palmarès

### Distinctions
- Ultimate Fighting Championship
  - UFC Light Heavyweight Championship (Une fois, actuel)
  - Performance de la nuit (cinq fois) vs. Devin Clark, Nikita Krylov, Luke Rockhold, Corey Anderson and Dominick Reyes [49],[50],[51],[52],[53]
  - Combat de la nuit (une fois) vs. Jimi Manuwa [54]
- Konfrontacja Sztuk Walki
  - KSW Light Heavyweight Championship (une fois)
  - Deux défenses de titre réussies
  - Vainqueur du tournoi poids lourd léger KSW 2010
  - Vainqueur du tournoi poids lourd léger KSW 2008
  - Vainqueur du tournoi poids lourd léger KSW 2007
  - Combat de la nuit (trois fois)
- Muay Thai
  - 2008: Coupe d'Europe Open - 1re place, 91 kg (classe A)
  - 2008: Championnats du monde IFMA - 1re place, 91 kg (classe B)
  - 2007: Championnats du monde IFMA - 3e place, 91 kg (classe B)
  - 2007: Championnats de Pologne - 1re place, plus de 91 kg
  - 2006: Coupe de Pologne - 3e place 91 kg
- Grappling
  - 2007: Ligue BJJ polonaise - 1re place, 98 kg
  - 2007: Championnats Polonais Open Submission Fighting - 2e place, 99 kg
  - 2007: Coupe de Pologne BJJ - 1re place, 97 kg
  - 2005: Championnats de Pologne BJJ - 3e place, ouvert
  - 2005: Coupe de Pologne BJJ - 1re place, plus de 91 kg

### Palmarès en arts martiaux mixtes
| 41 combats     | 29 victoires | 11 défaites |
| Par KO         | 9            | 2           |
| Par soumission | 9            | 2           |
| Sur décision   | 11           | 7           |
| Égalités       | 1            | 1           |

| Résultat | Record  | Adversaire       | Méthode                               | Événement                                   | Date              | Round | Temps | Lieu                                    | Notes                                                                     |
| -------- | ------- | ---------------- | ------------------------------------- | ------------------------------------------- | ----------------- | ----- | ----- | --------------------------------------- | ------------------------------------------------------------------------- |
| Défaite  | 29-11-1 | Carlos Ulberg    | Décision unanime                      | Soirée de combat UFC : Edwards contre Brady | 22 mars 2025      | 3     | 5:00  | Londres, Angleterre                     |                                                                           |
| Défaite  | 29–10-1 | Alex Pereira     | Décision partagée                     | UFC 291: Poirier vs. Gaethje 2              | 29 juillet 2023   | 3     | 5:00  | Salt Lake City, Utah, États-Unis        |                                                                           |
| Égalité  | 29–9-1  | Magomed Ankalaev | Égalité partagée                      | UFC 282: Błachowicz vs. Ankalaev            | 10 décembre 2022  | 5     | 5:00  | Las Vegas, Nevada, États-Unis           | Pour le titre des poids mi-lourds de l'UFC.                               |
| Victoire | 29–9    | Aleksandar Rakić | TKO (blessure au genou)               | UFC on ESPN: Błachowicz vs. Rakić           | 14 mai 2022       | 3     | 1:11  | Las Vegas, Nevada, États-Unis           |                                                                           |
| Défaite  | 28–9    | Glover Teixera   | Soumission (étranglement arrière)     | UFC 267: Blachowicz vs. Teixera             | 30 octobre 2021   | 2     | 3:02  | Abou Dabi, Émirats arabes unis          | Perd le titre des poids mi-lourds de l'UFC.                               |
| Victoire | 28–8    | Israel Adesanya  | Décision unanime                      | UFC 259: Blachowicz vs. Adesanya            | 6 mars 2021       | 5     | 5:00  | Las Vegas, États-Unis                   | Défend le titre des poids mi-lourds de l'UFC.                             |
| Victoire | 27–8    | Dominick Reyes   | TKO (coups de poing)                  | UFC 253: Adesanya vs. Costa                 | 27 septembre 2020 | 2     | 4:36  | Abu Dhabi, Émirats Arabes Unis          | Remporte le titre des poids mi-lourds de l'UFC. Performance de la soirée. |
| Victoire | 26–8    | Corey Anderson   | KO (coups de poing)                   | UFC Fight Night: Anderson vs. Błachowicz 2  | 15 février 2020   | 1     | 3:08  | Rio Rancho, Nouveau Mexique, États-Unis | Performance de la soirée.                                                 |
| Victoire | 25–8    | Ronaldo Souza    | Décision partagée                     | UFC Fight Night: Błachowicz vs. Jacaré      | 16 novembre 2019  | 5     | 5:00  | São Paulo, Brésil                       |                                                                           |
| Victoire | 24–8    | Luke Rockhold    | KO (coups de poing)                   | UFC 239: Jones vs. Santos                   | 6 juillet 2019    | 2     | 1:39  | Las Vegas, Nevada, États-Unis           | Performance de la soirée.                                                 |
| Défaite  | 23–8    | Thiago Santos    | TKO (coups de poing)                  | UFC Fight Night: Błachowicz vs. Santos      | 23 février 2019   | 3     | 0:39  | Prague, République tchèque              |                                                                           |
| Victoire | 23-7    | Nikita Krylov    | Soumission (Étranglement en triangle) | UFC Fight Night: Hunt vs. Oleinik           | 15 septembre 2018 | 2     | 2:41  | Moscou, Russie                          | Performance de la soirée.                                                 |
| Victoire | 22-7    | Jimi Manuwa      | Décision unanime                      | UFC Fight Night: Werdum vs. Volkov          | 17 mars 2018      | 3     | 5:00  | Londres, Angleterre                     | Combat de la soirée.                                                      |
| Victoire | 21-7    | Jared Cannonier  | Décision unanime                      | UFC on Fox: Lawler vs. dos Anjos            | 16 décembre 2017  | 3     | 5:00  | Winnipeg, Manitoba, Canada              |                                                                           |
| Victoire | 20-7    | Devin Clark      | Soumission (Étranglement arrière)     | UFC Fight Night: Cerrone vs. Till           | 21 octobre 2017   | 2     | 3:02  | Gdańsk, Pologne                         | Performance de la soirée.                                                 |
| Défaite  | 19-7    | Patrick Cummins  | Décision majoritaire                  | UFC 210: Cormier vs. Johnson 2              | 8 avril 2017      | 3     | 5:00  | Buffalo, New York, États-Unis           |                                                                           |